# X Viet-Nam
X Viet-Nam è un album in studio del gruppo cileno Quilapayún pubblicato nel 1971.

## Descrizione
Questo è il terzo album in studio realizzato dal gruppo. Il titolo, da leggersi Por Vietnam, è traducibile in italiano come Per il Vietnam.
A fine anni '60 in Cile le posizioni politiche si radicalizzano e il gruppo esplicitamente si collega ai movimenti e partiti di sinistra inserendo nel proprio repertorio canzoni di protesta di varie parti del mondo e brani legati alla contemporaneità del loro paese. Il progetto di un nuovo disco, politicamente schierato, mal si conciliava con le caratteristiche dell'etichetta che fino a quel momento aveva pubblicato i dischi dei Quilapayún, la EMI Odeón Chile, pertanto il gruppo cerca soluzioni alternative che trova insieme alla Juventudes Comunistas de Chile con l'idea di dare vita ad una nuova etichetta, inizialmente chiamata Jota Jota e in seguito ribattezzata DICAP, di cui X Viet-Nam sarà la prima pubblicazione.
Il disco fu registrato in due sessioni, il 22 e 23 marzo 1968 e si rivelò subito un buon successo con la prima edizione presto esaurita. Gli arrangiamenti furono a cura del gruppo con minime partecipazioni di Víctor Jara e Sergio Ortega
Al termine della registrazione Julio Carrasco lascia il gruppo per dedicarsi alla politica, sostituito da Hernán Gómez.

### Le canzoni
Que la tortilla se vuelva e El tururururú (qui presente in una nuova versione, dal testo modificato, rispetto a quella già incisa dal gruppo nel disco Canciones folklóricas de América) sono due canzoni legate alla Guerra civile spagnola, mentre il testo de La bola si riferisce alla rivoluzione cubana. Canto a la Pampa è una canzone del 1908 che, sulla musica del brano tradizionale La ausencia, ha il testo che si riferisce al massacro della scuola Santa María di Iquique, quando alcune migliaia di lavoratori del salnitro in sciopero generale furono uccisi dall’esercito a colpi di mitragliatrice (a questo drammatico evento i Quilapayún dedicheranno nel 1970 il disco Cantata Santa María de Iquique). Qué dirá el santo padre è una canzone del 1965 di Violeta Parra, nella parte conclusiva si cita la figura di Julián Grimau, dirigente comunista spagnolo condannato a morte e giustiziato dal regime franchista nel 1963. Cueca de Joaquín Murieta utilizza invece alcuni versi dell'opera teatrale di Neruda Fulgor y Muerte de Joaquín Murieta (Splendore e morte di Joaquim Murieta), ispirata alla figura di Joaquin Murrieta. Mamma mia dame cento lire, cantata in italiano, è la loro versione del tradizionale Mamma mia, dammi cento lire, canzone che si riferisce alle migrazioni dei contadini settentrionali italiani verso l'America Latina nella seconda metà del XIX secolo.

## Edizioni
Questo album è stato pubblicato per la prima volta nel 1968, in formato LP dall'etichetta DICAP con codice JJL-01, con audio monofonico, e in questo stesso formato è stato pubblicato in diversi paesi del mondo, a volte con il titolo modificato e a volte con la track-list ridotta a 11 tracce. Quando nel 1998 è stato per la prima volta ristampato in CD, lo si è fatto a partire da copie in vinile perché i master originali furono distrutti durante la dittatura di Augusto Pinochet. 
- 1968 – LP, Jota Jota JJL-01, Cile, in due edizioni con copertine differenti
- 1968 – Canto rebelde, LP, Lince Producciones LP 20009, Argentina
- 1973 – LP, Pathé Marconi EMI 2C 062 - 943151, Francia, in due edizioni con copertine differenti
- 1974 – LP, Color CLRM - 1512, Venezuela
- 1978 – Canciones inéditas en España, LP, Movieplay 17.1327, Spagna, senza la canzone El tururururú
- 1986 – Canciones inéditas en España, LP, Fonomusic 84.2535, Spagna, senza la canzone El tururururú
- 1986 – Canciones inéditas en España, LP, Fonoson FON-S 25173, Colombia, senza la canzone El tururururú
- Canciones inéditas en España, LP, Orbe OBS-E-25173, Colombia, senza la canzone El tururururú
- LP, DICAP DCP -01, Perù
- 1998 – CD, Warner Music Chile 3984 25663-2, Cile
- 2002 – CD, Picap CD 91 0204-03, Spagna

## Tracce
1. Por Vietnam – 2:19 (testo: Jaime Gómez Rogers – musica: Eduardo Carrasco)
2. Que la tortilla se vuelva – 2:16 (Chicho Sánchez Ferlosio)
3. Canción fúnebre para el Che Guevara – 3:02 (Juan Capra)
4. Mamma mia dame cento lire – 2:21 (tradizionale italiano)
5. La zamba del riego – 2:51 (testo: Armando Tejada Gómez – musica: Óscar Matus)
6. Cueca de Joaquín Murieta – 1:32 (testo: Pablo Neruda – musica: Sergio Ortega)
7. Himno de las juventudes mundiales – 2:14 (testo: anonimo – musica: anonimo)
8. El tururururú – 2:23 (tradizionale spagnolo)
9. Qué dirá el santo padre – 2:45 (Violeta Parra)
10. Canto a la pampa – 5:43 (testo: Francisco Pezoa – musica: tradizionale)
11. La bola – 3:10 (tradizionale cubano)
12. Los pueblos americanos – 1:37 (Violeta Parra)

Durata totale: 32:13

## Crediti

### Formazione
- Eduardo Carrasco
- Julio Carrasco
- Carlos Quezada
- Willy Oddó
- Patricio Castillo

### Collaboratori
- Antonio Larrea e Vicente Larrea - copertina e grafica
- Víctor Jara - direttore artistico